# 川口工業総合病院
川口工業総合病院(かわぐちこうぎょうそうごうびょういん)は、埼玉県川口市にある病院である。2010年6月1日からは医療法人新青会による経営とされているが、それ以前からは川口市内の鋳物関係者らによる川口工業健康保険組合の直営であり続け、川口市民や鳩ヶ谷市民など地域の住民を対象とした地域医療を担っている。2013年11月25日、従来の土地に隣接していた駐車場へと新病院の移転を完了した。従来の土地には川口工業総合病院地区住宅棟（ブランズ川口元郷）が建設されている。

## 診療科
- 総合内科
- 循環器内科
- 神経内科
- 消化器センター
  - 消化器内科
  - 消化器外科
- 血管外科
- 整形外科
- 乳腺外科
- 眼科
- 耳鼻咽喉科
- 泌尿器科
- 皮膚科
- 麻酔科
- 救急科

## アクセス
- 東日本旅客鉄道京浜東北線川口駅東口から国際興業バス、または徒歩約15～20分。

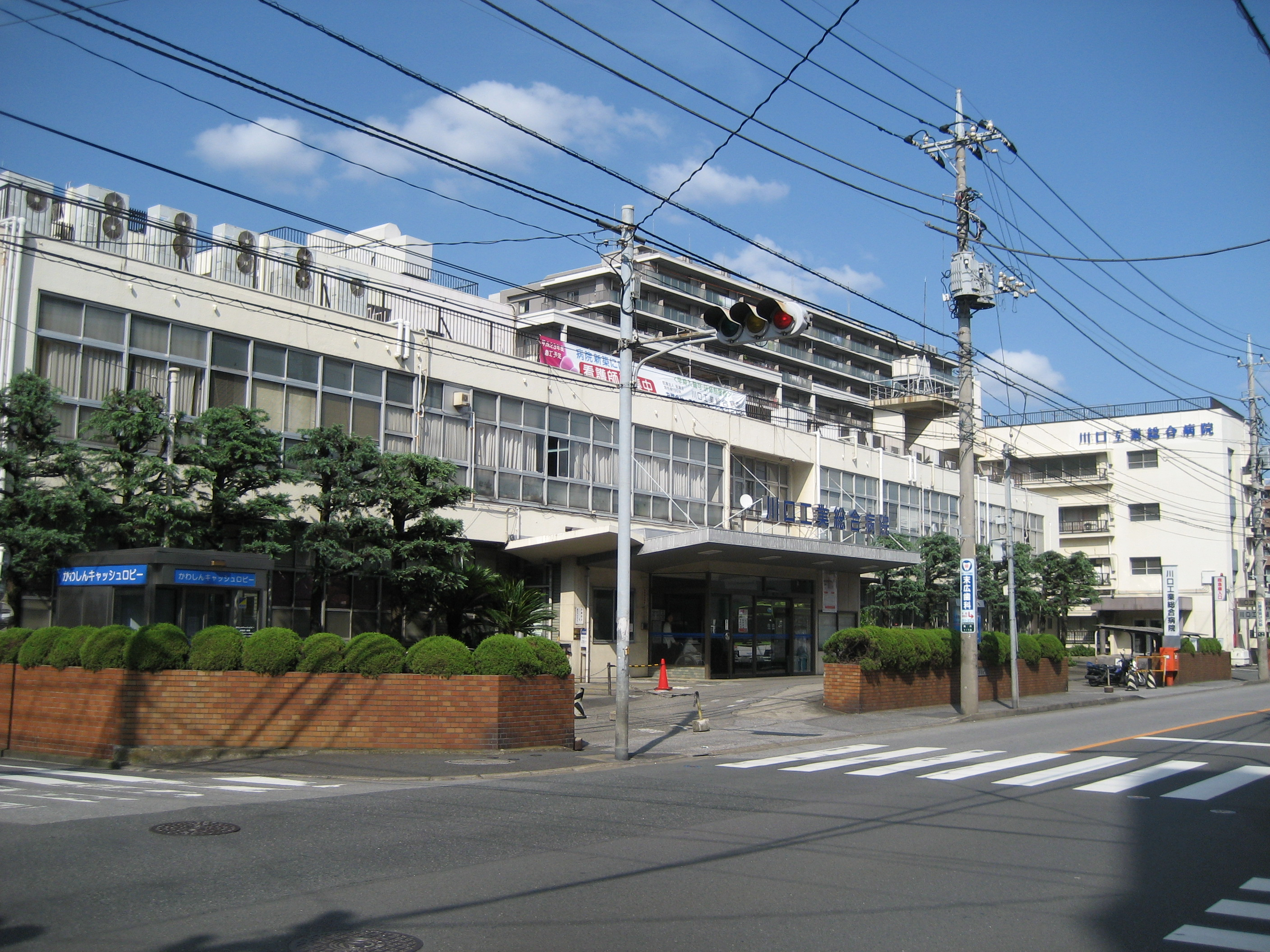
移転前の病院(2011年8月)

- 埼玉高速鉄道川口元郷駅より徒歩10分。